# 시모미카타촌
시모미카타촌 (일본어: 下三方村)은 일본 효고현 중서부, 시소군에 존재했던 촌이다.
1956년, 간베촌, 소메고치촌과 합병해 이치노미야정이 되었기 때문에 자치체로서는 소멸하였다.

## 역사
- 1889년 4월 1일 - 정촌제 시행에 수반해 시소군 시모미카타촌이 성립하였다.
- 1956년 4월 1일 - 간베촌, 소메고치촌과 합병해 이치노미야정이 성립하였기 때문에 소멸하였다.